# Rendabiliteit
Onder rendabiliteit of rentabiliteit verstaat men de verhouding tussen een inkomen (winst) en het vermogen dat dit inkomen heeft verdiend. De rentabiliteit is een belangrijke maatstaf voor beslissingscalculaties op de lange termijn. 
Ten behoeve van de continuïteit van de onderneming moet op lange termijn de winst voldoende groot zijn om de vermogensverschaffers (aandeelhouders) gewenste uitkeringen in de vorm van dividend of interest te kunnen doen.
Door middel van kengetallen kan de rentabiliteit over het vermogen berekend worden. De rentabiliteit van het totaal in de onderneming geïnvesteerd vermogen (RTV) wordt als volgt berekend:
{\displaystyle RTV={\frac {{\text{nettowinst}}+{\text{interest}}+{\text{belastingen}}}{\text{gemiddeld totaal vermogen}}}\cdot 100\%}
Voor de verschaffers van vreemd vermogen wordt de rentabiliteit van het geïnvesteerde vermogen als volgt berekend:
{\displaystyle RVV={\frac {\text{betaalde interest}}{\text{gemiddeld geïnvesteerd vreemd vermogen}}}\cdot 100\%}
Men kan ook de rendabiliteit voor het eigen vermogen berekenen door middel van:
{\displaystyle REV={\frac {\text{nettowinst}}{\text{gemiddeld eigen vermogen}}}\cdot 100\%}
Om na te gaan wat de invloed van een bepaalde kostenvermindering is op de rentabiliteit, kan o.a. gebruik worden gemaakt van het schema van Du Pont.